# Matteo Bertini
Matteo Bertini (Verona, 25 aprile 1977) è un allenatore di pallavolo italiano.

## Palmarès
- Coppa Italia: 1

2007-08
- Coppa Italia di Serie A2: 1

2019-20
- Champions League: 2

2008-09, 2009-10